# Trinomys moojeni
Trinomys moojeni é uma espécie de roedor da família Echimyidae.
É endêmica do Brasil, onde pode ser encontrada somente no estado de Minas Gerais. Seu epíteto específico é um epônimo em homenagem ao zoólogo João Moojen, que revisou as espécies do gênero.